# David Bradley (ingeniero)
David J. Bradley (4 de enero de 1949) es uno de los doce ingenieros que trabajaron en el IBM PC original, desarrollando la ROM BIOS del ordenador. Se le atribuye la invención de la combinación de teclas Ctrl + Alt + Suprimir, que se utiliza para reiniciar el equipo.

## Control + Alt + Suprimir
Bradley no tenía la intención de que la combinación de teclas Ctrl + Alt + Suprimir fuese utilizada por usuarios finales, estaba destinada a ser utilizada por los programadores, para que puedan reiniciar sus computadoras sin tener que apagarlas. Esto era útil, ya que después de apagar un ordenador, es necesario esperar unos segundos antes de encenderlo de nuevo para evitar posibles daños a la fuente de alimentación. Debido a que los desarrolladores de software y técnicos deben reiniciar el ordenador varias veces, esta combinación de teclas es un gran ahorro de tiempo.